# Акрополис (гора)
Акрополис (англ. The Acropolis) — гора, расположена в национальном парке Крейдл-Маунтин — Лейк-Сент-Клэр, находящемся на территории острова (и одноимённого штата) Тасмания, входящего в состав Австралии. Этот парк является частью территории, называемой «Дикая природа Тасмании» (англ. Tasmanian Wilderness), являющейся объектом Всемирного наследия ЮНЕСКО.

## География

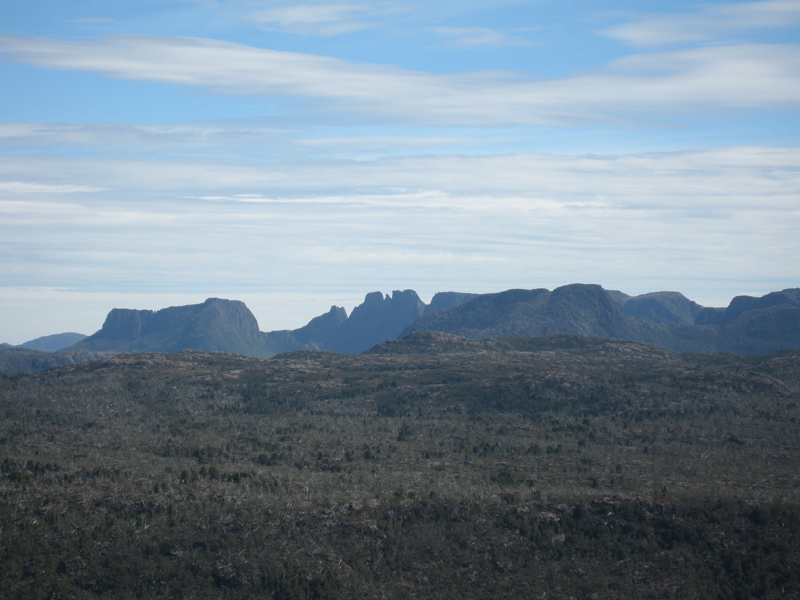
Вид на горы Акрополис (слева) и Герион (в центре) со стороны горы Рогуна

Высота горы Акрополис — 1481 м (по другим данным, 1480 м) над уровнем моря. Она расположена на Центральной возвышенности Тасмании в горной гряде Дьюкейн, рядом с горами Герион и Массиф, примерно в 10 км севернее озера Сент-Клэр.
Примерно в 6 км северо-западнее горы Акрополис находится гора Осса (1617 м) — высшая точка Тасмании. Чуть севернее горы Акрополис находится исток реки Нарциссус, впадающей в озеро Сент-Клэр.

## Туристские маршруты
Вдоль восточной стороны горы Акрополис проходит один из самых популярных в Австралии пеших туристских маршрутов — многодневный маршрут Overland Track длиной около 70 км, южное окончание которого находится у озера Сент-Клэр, а северное — у горы Крейдл.
По тропе, ответвляющейся от основного маршрута, можно подойти к склону горы Акрополис. Существует ряд скалолазных маршрутов по северному и восточному склонам горы, но все они требуют значительной технической подготовки. Есть опубликованные путеводители, а также отчёты о восхождениях.

## Соседние горы
- Катидрал
- Осса
- Барн-Блафф
- Крейдл
- Пелион-Уэст
- Пелион-Ист
- Герион
- Рогуна